# 马蒂·劳诺宁
马蒂·劳诺宁（芬蘭語：Matti Launonen，1944年5月31日—2019年3月23日），芬兰男子游泳、田径、乒乓球运动员。他曾代表芬兰参加1972年、1976年、1980年、1984年、1998年、1992年、1996年、2000年和2004年夏季残疾人奥林匹克运动会，获得二枚金牌、六枚银牌和四枚铜牌。